# 浄興寺
浄興寺（じょうこうじ）は、新潟県上越市にある真宗浄興寺派本山の寺院。山号は歓喜踊躍山（かんぎゆやくざん）。正式な寺号を浄土真宗興行寺（じょうどしんしゅうこうぎょうじ）という。開山は浄土真宗の開祖親鸞。
最盛期には越後・信濃・出羽の三国に約90か寺の末寺を従えた。真宗大谷派の別格寺院であったが昭和27年（1952年）に真宗浄興寺派として独立した。

## 沿革

### 創建
建保2年（1214年）、親鸞は常陸笠間郡稲田郷（現在の茨城県笠間市）の領主、宇都宮瀬綱らの招きに応じて同地に稲田草庵を開いた（建暦2年（1212年）とする説もある）。これが浄興寺の草創とされる。元仁元年（1224年）、『教行信証』を完成させた親鸞は浄土真宗の立宗を喜び、稲田草庵の寺号を歓喜踊躍山浄土真宗興行寺と改めた。嘉禎元年（1235年）、親鸞は京に戻るにあたって弟子の善性に仏法二十一箇条の掟と浄興寺の山額を与え、住職を譲る（貞永元年（1232年）説がある）。弘長2年（1262年）、親鸞が死去すると、遺言により頂骨と遺品が善性に託され、浄興寺に納められた。なお、以上の草創縁起については異説もある（後述）。

### 焼失と移転
以後の浄興寺は度重なる火災により各地を転々とした。弘長3年（1263年）、小田泰知の乱により伽藍を焼失。常陸板敷山（現在の茨城県石岡市）大覚寺に移る。その2年後の文永2年（1265年）、火災により再び焼失。常陸磯辺村（現在の茨城県常陸太田市）に移った。さらに2年後の文永4年（1267年）には信濃長沼（現在の長野県長野市）に移っている。
永禄4年（1561年）、川中島の戦いの兵火により焼失。13世住職周円は焼死し、寺は小市村（現在の長野市安茂里）に避難する。後に上杉謙信の庇護により信濃別府（現在の長野県須坂市）に移った。永禄10年（1567年）に上杉謙信の招きにより越後春日山（現在の新潟県上越市）に移る。なお、同地への招聘は上杉景勝によるものとする説（年号不詳）がある。

### 本願寺との関係
永享6年（1434年）、浄興寺住職周観が上洛し、本願寺7世存如の許しを得て親鸞の「愚禿鈔」を書写している。文明11年（1479年）、本願寺8世蓮如が浄興寺を参詣した。文禄元年（1592年）には浄興寺の親鸞の頂骨が本願寺（現在の西本願寺）に分骨された。慶長4年（1599年）、本願寺の東西分派に際して東本願寺に与した。東本願寺から「同格一門」の待遇を受け、後に「中本山」の格式を認められる。万治3年（1660年）には親鸞の頂骨、本願寺3世覚如以下七代の門主の遺骨を東本願寺に分骨している。享保7年（1722年）以降、高田掛所（現在の真宗大谷派高田別院）設置問題を機に東本願寺との対立が表面化する。享保年間末には「同格一門」の待遇を剥奪され、19世住職一周は掛所設置反対を理由に蟄居を命ぜられた。元文3年（1738年）、20世住職真観は地位回復を願い出るが拒絶され、本願寺白書院にて抗議の自決を遂げる。この後、一時衰退するが高田藩主榊原家の仲介により東本願寺と和睦し復興を遂げる。

### 近代以降
- 明治9年（1876年）、真宗四派による「宗規綱領」によって「中本山」の格式を否定される。
- 明治13年（1880年）、新潟県令に別派独立の請願を提出する。以後、独立運動が継続される。
- 明治21年（1888年）、親鸞の頂骨と歴代本願寺門主の遺骨を納める本廟を創建する。
- 昭和27年（1952年）、宗教法人法の施行により東本願寺からの独立が達成される。
- 平成元年（1989年）9月2日、本堂が国の重要文化財に指定される。
- 平成15年（2003年）、本堂保存修復工事（平成大修理）完了。

## 本尊
本尊として室町時代中期の作とされる来迎形の木造阿弥陀如来立像を安置する。脇持は置かないが、親鸞の真筆とされる九字名号、六字名号を脇掛とする。
寺伝によると、当初の本尊は稲田草庵の太子堂にまつられていた親鸞自作の聖徳太子像であったという。現在、浄興寺の太子堂にまつられている像がそれで、14世了性の代に本尊を阿弥陀如来に改めたという。

## 境内・門前
越後移転後も領主城地の移転、天災などにより境内地を3度にわたって移した。寛文5年（1665年）の地震被害の復興を機に現在地（上越市寺町）に移る。
境内敷地はおよそ一万坪あり、本堂、鐘楼、経蔵、太子堂、御殿、書院、食堂、庫裏、惣門、中雀門などを構え、寺内に9ヶ寺の塔頭寺院を抱えていた。
大正4年（1915年）、「寺町大火」により本堂、本廟を除く伽藍のすべてを焼失する。
大正12年（1923年）の御殿、庫裏の再建を初めとして順次復興がすすめられ、現在は山門、本堂、本廟、拝殿、鐘楼、太子堂、宝物殿、経蔵、御殿、書院、庫裏、慈愛堂（ペット慰霊堂）が整備されている。
延宝7年（1679年）頃建立の本堂は国の重要文化財に指定されている。
9か寺の旧塔頭寺院も存続しているが、現在では各々が宗教法人格を有し真宗浄興寺派の末寺となっている。新潟県柏崎市に別院を置くほか2か寺の末寺がある。
最盛期には諸国に触れを伝える従者や使用人が居住するなど門前が賑わったが、享保年間以降の停滞期に縮小し、現在では門前町といえるものは存在しない。

## 文化財

### 重要文化財（国指定）
- 本堂 - 延宝7年（1679年）頃建立。入母屋造杮葺き。間口28.2メートル、奥行27.8メートルの大規模仏堂で、新潟県を代表する近世仏教建築である。

### 新潟県文化財
- 親鸞聖人自筆 六字名号 一幅
- 二枚起請文 二幅
- 専修念仏張文日記 一巻
- 絹本著色 法然上人絵伝 六幅
- 絹本著色 小康和尚像 一幅
- 宝珠文刺衲袈裟並に横被 一領
- 上杉謙信寄進 梵鐘 一口

### 上越市文化財
- 絹本著色 親鸞聖人伝絵 四幅
- 絹本著色 親鸞聖人等身真影 一幅
- 絹本著色 二尊連座像 一幅
- 屈輪香合 一口

### その他の文化財
- 真宗古写聖教類 三十二冊
- 本願寺歴代門主書状 十七巻四幅（三十通）
- 親鸞聖人筆「浄興寺」寺号額 一幅
- 宣如上人筆「浄興寺」寺号額 一幅
- 従如上人筆「浄興寺」寺号額 一幅
- 絹本著色 親鸞聖人筆九字名号 一幅
- 御手形六字名号 一幅
- 蓮如上人筆六字名号 一幅
- 山科歳末詠歌（蓮如上人紙碑） 一幅
- 西本願寺からの分骨礼状 一幅
- 東本願寺からの分骨礼状 一幅
- 興正寺からの分骨礼状 一幅
- 絹本着色法然上人絵伝 六幅
- 絹本著色 法然上人自画真影 一幅
- 絹本著色 三方正面阿弥陀如来立像 一幅
- 絹本著色 三朝七高僧真影 一幅
- 木像 阿弥陀如来立像 一躯（本堂・本尊）
- 木像 阿弥陀如来立像 一躯
- 木造 聖徳太子立像 一躯
- 桐製 親鸞聖人笈 一口
- 三祖伝来の念珠 一連（三祖＝叡空上人・法然上人・親鸞聖人）
- 金銅製 六角宝塔 一基（親鸞聖人舎利塔）
- 真鍮製 四角宝塔 一基（本願寺歴代門主舎利塔）
- 五条袈裟 一領
- 伝絵天竺繍の七条袈裟 一領
- 上杉謙信寄進 豆殻太鼓 一口
- 関長門守の境内安堵状 一通
- 松平忠輝の禁制 一通
- 松平筑後守（松平信宗）の寺屋敷取定状 一通

## 異説
親鸞の行跡の詳しい記録が残っていないことと、浄興寺自体が有為転変を経ているため、その縁起にはいくつかの異説が立てられている。

### 浄興寺開山否定説
- 新宗派や教団を組織することに積極的でなかった親鸞が、「浄土真宗興行寺」などという寺号や「仏法二十一箇条の掟」などを書くはずがない。
- 親鸞の側近とはかならずしもいえなかった善性に住職が譲られるのは不自然である。
- 関東布教の中心地である常陸稲田を廃して信濃に移転するとは考えられない。
- 稲田草庵の旧跡に建立されている西念寺（稲田御坊）を正嗣と見るべきである。

などの疑問点から浄興寺の開山縁起をフィクションとする説。

### 甲斐移転説
13世住職周円は川中島の戦いの際に死亡せず息子西順と共に甲斐都留郡小片山（現在の山梨県都留市小型山）に逃れ、同地に浄興寺を再建したとする説。
東京都大田区東矢口には、この甲斐浄興寺の法燈を継いだとする浄土真宗本願寺派の浄興寺が現存している。

### 再興説
親鸞開山の浄興寺は川中島の戦いの兵火で廃絶し、後に善性ゆかりの勝願寺が越後に教線を拡大した際に再興したとする説。

## 交通アクセス
- えちごトキめき鉄道妙高はねうまライン 高田駅より南西へ徒歩約8分